# Stazione di Sgurgola
La stazione di Sgurgola è una stazione ferroviaria posta sulla linea Roma-Napoli via Cassino. È gestita da RFI, ed è al servizio del territorio comunale di Sgurgola.

## Storia
La stazione è stata inaugurata nel 1862, in occasione dell'apertura del tronco Segni-Ceprano.